# 孔代福利
孔代福利（法語：Condé-Folie，法語發音：[kɔ̃de fɔli]）是法国上法蘭西大區索姆省的一个市镇，属于亚眠区。

## 地理
孔代福利（50°0'35"N, 2°1'4"E）面积10.37 平方千米，位于法国上法蘭西大區索姆省，该省份为法国北部沿海省份，北起加来海峡省和北部省，西接滨海塞纳省和大西洋英吉利海峡，南至瓦兹省，东临埃纳省。
与孔代福利接壤的市镇（或旧市镇、城区）包括：贝当库尔里维耶尔、莱图瓦勒、索姆河畔昂热斯特、隆普雷莱科尔桑。

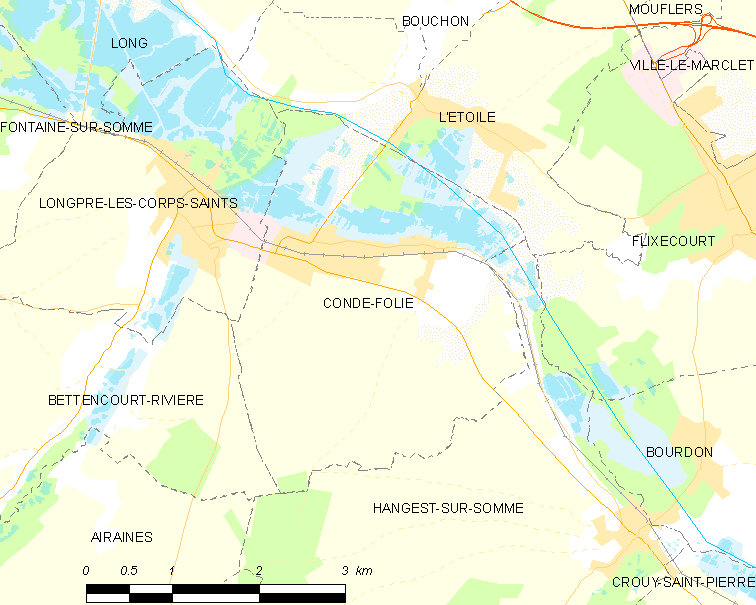
孔代福利的OSM定位图

孔代福利的时区为UTC+01:00、UTC+02:00（夏令时）。

## 行政
孔代福利的邮政编码为80890，INSEE市镇编码为80205。

## 政治
孔代福利所属的省级选区为弗利克斯库尔县。

## 人口

1962-2008年间孔代福利人口变化图示

孔代福利于2022年1月1日时的人口数量为876人。